# Vorwerk Ruppendorf

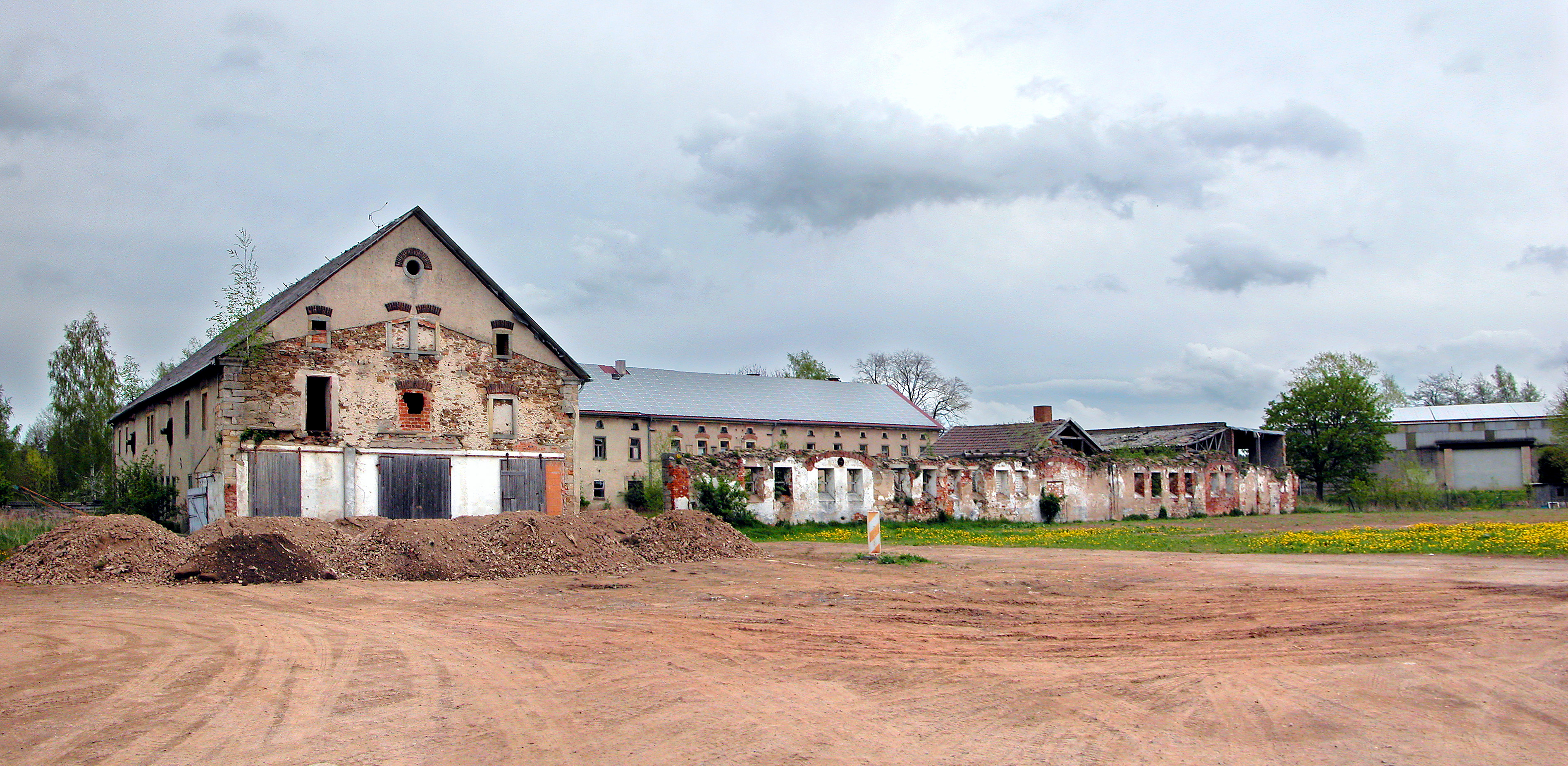
Ruppendorf (Klingenberg): Ehemaliges Rittergut, Herrenhaus

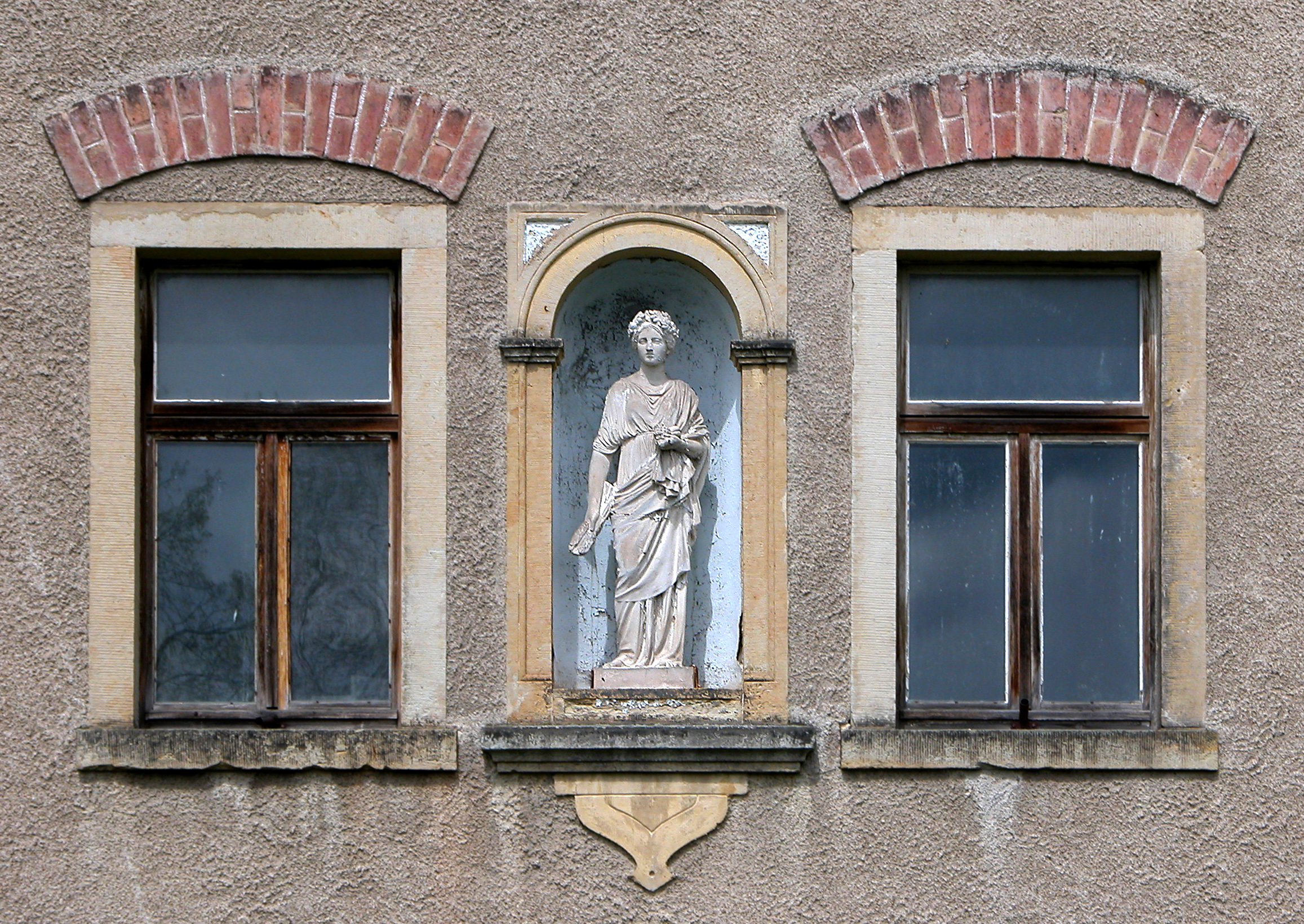
Ruppendorf (Klingenberg): Ehemaliges Rittergut, Herrenhaus

Das Vorwerk Ruppendorf war ein seit dem Jahre 1349 nachgewiesenes Vorwerk in Ruppendorf, einem heutigen Ortsteil von Klingenberg (Sachsen) im Landkreis Sächsische Schweiz-Osterzgebirge.

## Lage
Das Vorwerk lag südlich der Kirche an einem großen Teich, neben der Straße nach Beerwalde, an der Wasserburg. Heute befindet sich hier ein Parkplatz mit Kindertagesstätte und die MSC Raceway.

## Geschichte
Das Vorwerk wird zusammen mit der daneben liegenden Wasserburg erstmals 1349 urkundlich belegt, 1569 veräußerte Heinrich von Maltitz auch Besitzer auf Reichstädt das Vorwerk an den Landesherren Kurfürst von Sachsen, der wiederum 1586 das circa 160 Hektar große Vorwerk für 5000 Gulden verkaufte, der Gutshof wurde aufgeteilt es gab fortan 4 Besitzer: Peter Querner, Paul Prötzel, Brosius Fleischer und Hans Pfund die je ein Teil des Vorwerk übernahmen und als eigenständige Bauern nutzten. Auch der weiter südlich dazugehörende Gutshof am Ortsausgang Richtung Beerwalde ging in Privatbesitz. Im Dreißigjährigen Krieg am 27. April, den Mittwoch nach Ostern 1639 wurde auch das Vorwerk angezündet, 1640 bestanden 3 Anteile wieder 1653 wurde das 4 Gebäude in Richtung Wassertum der NO 83 vollendet, zu jener Zeit besaßen die Eigentümer des Vorwerk einen hölzernen Rohrwasserleitungsanschluss. 1623 bis 1632 wird im Kirchbuch der Forwerksbesitzer Abraham Häcker genannt. Im Jahre 1674 während des Neubaus der nicht nutzbaren Kirche wurde in der Wohnung der Margarethe Niehre der Gottesdienst abgehalten 1869 in der Nacht zum 12. Juli, brannte das 1640 laut Wetterfahne erbaute Vorwerk bestehend aus 8 Gebäuden komplett ab, zu dieser Zeit gehörte der Vorwerkshof der Familie Carl Gustav Kästner mit 4 Hufen Landes (NO 83) und seinem Bruder Gottlob Willhelm Ernst Käster mit 3,1/2 Hufe Landes (NO 80) allein, 6 Pferde, 1 Kuh, 10 Schweine und ca. 125 Schafe und ein Knecht fanden in dem Feuer ihren Tod.  Aus Steinen der Wasserburg wurde das Vorwerksgut bis 1871 neu aufgebaut, das Wohnhaus anstelle des Älteren und die Scheune waren bereits im Dezember 1869 fertiggestellt. 1786 erkaufte Johann Gottlieb Kästner von Johann Christian Gärtners Anteil den Stück Wallgraben, 1789 kaufte der Christian Gottlieb Kästner von dem Gärtneranteil 28,1/2 Scheffel. Nach der Enteignung wurde es 1954 von der LPG,,Neues Deutschland" als Milchviehhof genutzt und als  Zentralhof genannt, im Juni 2018 wurde der Vorwerksgutshof abgerissen.

## Besitzer
Georg Niehre, ein Kaufmann und Verwalter des Ritterguts Schmiedeberg, erkaufte die Hälfte des Vorwerks Ruppendorf von Georg Klügel. Nach seinem Tod am 9. November 1668 in Ruppendorf verkaufte die Frau Anna Margarethe Niehre, geborene Threiner, den übrigen Anteil von dem halben Vorwerksanteil zu 3 Hufen an den Höckendorfer Schulmeister Christian Klöditz 1678; sein Schwiegersohn Christian Kästner wird ab 1712 nach des Klöditzsch Tote beliehen, bis zum Jahre 1888 verblieb dieser Anteil des Vorwerks im Besitz der Familie Kästner. Es folgte die Familie Wolf bis zur Enteignung um 1954. Zuletzt gehörten diesen 26 Acker und 160 Ruthen Landen und wird als NO 81 im neuen Brandkataster benannt.
Die NO 80 des neuen Brandkataster mit 2,1/2 Hufen (81 Acker) Gehörte Seit 1673 dem Michael Zimmermann, welcher einen Anteil aus dem Besitz der Anna Margarethe Niehre erhielt, 1702 wird Caspar Berthold Eigentümer, bis 1863 verblieb der Besitz bei der Familie Berthold, es folgte als Besitzer Gottlob Willhelm Ernst Kästner, Heinrich Ernst Löwe 1877, Hugo Edmund Löwe 1905, und ab 1919 die Familie Petrowsky bis zur Enteignung um 1954. Die NO 82 des neuen und NO 70 des alten Brandkataster mit 1 Hufe gehörte bereits 1632 dem Dippoldiswalder Amtsschösser Jacob Hanitzsch der es von Christian Klügel übernahm, 1651 wird die Anna Maria Freiherrin von Laming geborene von Eberstein Eigentümerin, bereits 1670 wird Christoph Brock von Weißenberg genannt, 1679  seine Ehefrau die Sophia Brock von Weißenberg geborene von (von Landersheim)Lentersheim allein,  seit 1719 gehörte es dem Post- und Amtsmann zu Dippoldiswalde August Königsdörfer, nach seinem Tod am 17. August 1731 übernahm seine Ehefrau Christiane Eleonora Königsdörfer geborene Wendin seinen Anteil und Verkaufte ihn 1754 an Johann Christian Heber, es folgte Johann Michael Menzer 1776, Johann Gottlieb Menzer 1780, Carl Friedrich Menzer 1819, Christian Gottlieb Kästner 1833. Die NO 83 des neuen Brandkataster mit 1 Hufe gehörte seit 1642 dem Michael Weinhold, nach seinem Tote am 20. April 1647 übernahm das noch teils wüste Bauernhaus die Brüder Michael und Georg Weinhold von Ihrem verstorbenen Vater Gemeinsam, 1684 wird Michael Weinhold allein  beliehen von seines Vaters Anteil Michael Weinhold, 1718 wird Ehrenfried Weinhold Eigentümer, 1752 Anna Elisabeth verwitwete Weinhold, von 1759 bis 1810 die Familie Gärtner, Johann Christian Lotze 1819, Carl Heinrich Gärtner 1819, dieser Gärtner wurde im Schnee erfroren am 14. März 1860 aufgefunden, im selben Jahr wird Carl Heinrich Kästner als Eigentümer genannt, der es an Carl Gustav Kästner übergab.
Die Schäferei am Ortseingang gehörte seit 1688  Anne Dorothea von Dobrikorsky, es folgte Johann Georg Zimmermann 1693, der Sohn gleichen Namens Johann Georg Zimmermann 1722,  1733/34 wird Samuel Gottlieb Göbel Eigentümer, bis 1996 verblieb der Besitz bei der Familie Göbel.

## Der Gutshof bis 1869
im Dreißigjährigen Krieg wurde der 4 Vierseitige Gutshof Opfer von Flammen. 1640 wurde ein neuer Hof fertiggestellt, worauf die bei dem Brannt 1869 abgefallene Wetterfahne hindeutete, das große Hoftor befand sich Richtung Süden in dem Bauerngebäude NO 81 welches aus  Pferdestall, Wohnräume und Kuhstall bestand, an dieses grenzte an der gleichen Seite noch das kleine Backhaus, an der Südseite war die große Scheune, in welcher sich 3 einzelne abgetrennte Scheunen der jeweiligen Besitzer befanden, mittig an die Scheune angebaut ein Wirtschaftsgebäude im Hofraum stehend, das sich die Besitzer NO 81 und NO 83  teilten. der Nordseite zur Wasserburg gelegen wa das  Bauernhaus  der Eigentümer NO 83 bestehend aus Wohnräumen und einem Stall, zwischen diesen und der Scheune eine Durchfahrt, an der Nordseite waren die Beiden zusammengebauten Bauernhäuser der Eigentümer  NO 81 zum Backhaus angrenzend mit Wohnstube, Pferdestall, Kuhstall und einen Anbau in Richtung Norden und die der  NO 82 auf der anderen Gebäudeseite  in welchen sich Wohnräume und ein Kuhstall befand.

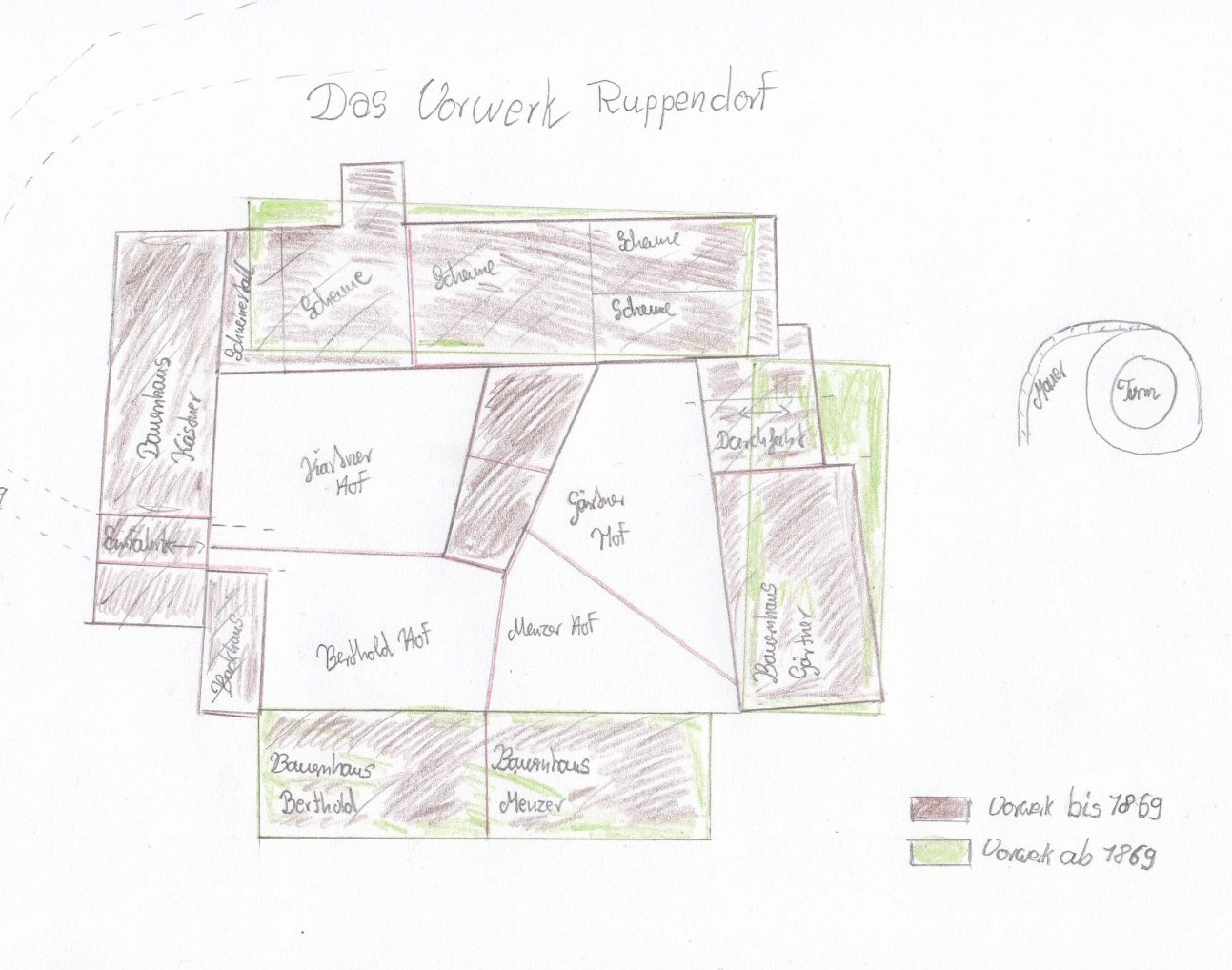
Besitzer um 1800 und neuer Gutshof ab 1869